# Campionati italiani di triathlon del 2008
I Campionati italiani di triathlon del 2008 (XX edizione) sono stati organizzati dalla Federazione Italiana Triathlon e si sono tenuti a Tarzo Revine in Veneto, in data 2 agosto 2008.
Tra gli uomini ha vinto Alberto Casadei (Bianchi-Keyline), mentre la gara femminile è andata a Charlotte Bonin ( Fiamme Azzurre).

## Risultati

### Élite uomini
| Pos. | Atleta                | Società sportiva           | Nuoto    | Bici     | Corsa    | Totale   |
| ---- | --------------------- | -------------------------- | -------- | -------- | -------- | -------- |
|      | Alberto Casadei       | Bianchi-Keyline            | 00:18:28 | 00:57:21 | 00:34:28 | 01:51:56 |
|      | Alessandro Degasperi  | DDS                        | 00:19:19 | 00:56:34 | 00:34:43 | 01:52:11 |
|      | Massimo De Ponti      | Carabinieri                | 00:18:36 | 00:57:32 | 00:34:37 | 01:52:22 |
| 4    | Alessandro Fabian     | Carabinieri                | 00:18:28 | 00:57:41 | 00:35:11 | 01:52:56 |
| 5    | Daniel Hofer          | Carabinieri                | 00:18:48 | 00:57:28 | 00:36:06 | 01:53:59 |
| 6    | Riccardo Toselli      | DDS                        | 00:18:35 | 00:57:29 | 00:36:14 | 01:54:04 |
| 7    | Leonardo Ballerini    | Peperoncino Team           | 00:18:25 | 00:57:28 | 00:36:40 | 01:54:13 |
| 8    | Daniel Fontana        | DDS                        | 00:18:31 | 00:57:29 | 00:36:43 | 01:54:27 |
| 9    | Giulio Molinari       | Carabinieri                | 00:18:23 | 00:57:29 | 00:37:19 | 01:54:48 |
| 10   | Giorgio Roveda        | Esercito                   | 00:18:38 | 00:57:24 | 00:37:32 | 01:55:19 |
| 11   | Stefano Belandi       | Fiamme Azzurre             | 00:18:35 | 00:57:34 | 00:39:01 | 01:56:55 |
| 12   | Salvatore Campagna    | Triathlon Club Trabia      | 00:18:39 | 00:57:57 | 00:39:38 | 01:57:59 |
| 13   | Alessandro D'Ambrosio | Canottieri Napoli          | 00:19:17 | 01:03:21 | 00:37:18 | 02:01:43 |
| 14   | Nicolò Moresco        | Tri. Rari Nantes Marostica | 00:20:16 | 01:02:19 | 00:38:16 | 02:02:42 |
| 15   | Andrea Secchiero      | Protek Triathlon Rho       | 00:19:21 | 01:03:20 | 00:38:16 | 02:02:46 |
| 16   | Lorenzo Villa         | Galileo Triathlon          | 00:21:42 | 01:03:47 | 00:36:10 | 02:03:36 |
| 17   | Sandro Maria Crocelli | Libertas Triathlon Terni   | 00:20:05 | 01:02:32 | 00:39:24 | 02:04:03 |
| 18   | Manuel Biagiotti      | Surfing Shop Triathlon     | 00:18:48 | 01:03:51 | 00:39:55 | 02:04:25 |
| 19   | Alessio Nardellotto   | Fumane Triathlon Zenage    | 00:18:37 | 01:03:56 | 00:40:03 | 02:04:33 |
| 20   | Marco Prati           | CUS Parma Medel            | 00:22:43 | 01:02:53 | 00:37:12 | 02:04:54 |

### Élite donne
| Pos. | Atleta              | Società sportiva             | Nuoto    | Bici     | Corsa    | Totale   |
| ---- | ------------------- | ---------------------------- | -------- | -------- | -------- | -------- |
|      | Charlotte Bonin     | Fiamme Azzurre               | 00:20:33 | 01:08:33 | 00:40:25 | 02:11:26 |
|      | Laura Giordano      | Silca Ultralite              | 00:24:07 | 01:08:02 | 00:38:00 | 02:12:14 |
|      | Daniela Chmet       | Fiamme Oro                   | 00:20:21 | 01:08:41 | 00:42:04 | 02:13:06 |
| 4    | Giunia Chenevier    | Fiamme Azzurre               | 00:20:21 | 01:08:38 | 00:43:21 | 02:14:22 |
| 5    | Valentina Filipetto | Esercito                     | 00:00:00 | 00:00:00 | 02:16:10 | 02:16:10 |
| 6    | Maria Pezzarossa    | CUS Parma Medel              | 00:23:58 | 01:08:32 | 00:44:09 | 02:18:48 |
| 7    | Maria Alfonsa Sella | T.D. Rimini                  | 00:25:21 | 01:11:08 | 00:40:25 | 02:19:18 |
| 8    | Annamaria Mazzetti  | Friesian Team                | 00:20:24 | 01:11:52 | 00:45:11 | 02:19:31 |
| 9    | Alice Cabianca      | Bianchi-Keyline              | 00:20:31 | 01:12:09 | 00:45:13 | 02:20:03 |
| 10   | Elisabetta Stampi   | T.D. Rimini                  | 00:25:23 | 01:11:09 | 00:43:23 | 02:22:16 |
| 11   | Sara Desideri       | Valle d'Aosta                | 00:20:36 | 01:14:17 | 00:47:29 | 02:24:29 |
| 12   | Anna Quagliaro      | CUS Udine                    | 00:24:54 | 01:13:23 | 00:45:15 | 02:25:44 |
| 13   | Maria Casciotti     | Minerva Roma                 | 00:21:41 | 01:19:24 | 00:43:34 | 02:26:42 |
| 14   | Margie Santimaria   | Atletica Bellinzago          | 00:20:40 | 01:14:09 | 00:50:07 | 02:27:06 |
| 15   | Giulia Della Zonca  | Pool Sport                   | 00:28:06 | 01:18:53 | 00:45:05 | 02:34:41 |
| 16   | Isabella Zamboni    | Fumane Triathlon Zenage      | 00:26:14 | 01:19:35 | 00:47:01 | 02:35:33 |
| 17   | Rita Lilia Quadri   | Triathlon Cremona Stradivari | 00:27:33 | 01:19:04 | 00:46:45 | 02:36:29 |
| 18   | Consuelo Ferragina  | Canottieri Napoli            | 00:25:53 | 01:19:49 | 00:48:57 | 02:37:41 |
| 19   | Cinzia Arduzzoni    | CUS Parma Medel              | 00:28:27 | 01:18:42 | 00:48:06 | 02:38:01 |
| 20   | Maria Ciocca        | T.D. Rimini                  | 00:24:23 | 01:21:23 | 00:50:45 | 02:39:05 |